# L'honor dels Prizzi
L'honor dels Prizzi (títol original en anglès: Prizzi's Honor) és una pel·lícula estatunidenca de John Huston, adaptació de la novel·la homònima de Richard Condon i estrenada el 1985. Aquesta pel·lícula ha estat doblada al català.

## Argument
Charley Partanna és un assassí a sou al servei dels Prizzi, una de les famílies més poderoses de la màfia. La filla del Don està enamorada d'ell, tot i que s'hi interposarà una bonica i enigmàtica rossa: Irene Walker.

## Repartiment
- Jack Nicholson: Charley Partanna
- Kathleen Turner: Irene Walker
- Robert Loggia: Eduardo Prizzi
- John Randolph: Angelo 'Pop' Partanna
- William Hickey: Don Corrado Prizzi
- Lee Richardson: Dominic Prizzi
- Michael Lombard: Rosario Filargi 'Finlay'
- Anjelica Huston:[5] Maerose Prizzi
- George Santopietro: Plumber
- Lawrence Tierney: Tinent Hanley
- CCH Pounder: Peaches Altamont
- Ann Selepegno: Amalia Prizzi
- Vic Polizos: Phil Vittimizzare
- Dick O'Neill: Bluestone

## Premis i nominacions[calcitació]

### Premis
- 1986: Oscar a la millor actriu secundària per Anjelica Huston
- 1986: Globus d'Or a la millor pel·lícula musical o còmica
- 1986: Globus d'Or al millor director per John Huston
- 1986: Globus d'Or al millor actor musical o còmic per Jack Nicholson
- 1986: Globus d'Or a la millor actriu musical o còmica per Kathleen Turner
- 1986: BAFTA al millor guió adaptat per Richard Condon i Janet Roach

### Nominacions
- 1985: Lleó d'Or
- 1986: Oscar a la millor pel·lícula
- 1986: Oscar al millor director per John Huston
- 1986: Oscar al millor actor per Jack Nicholson
- 1986: Oscar al millor actor secundari per William Hickey
- 1986: Oscar al millor vestuari per Donfeld
- 1986: Oscar al millor muntatge per Kaja Fehr i Rudi Fehr
- 1986: Oscar al millor guió adaptat per Richard Condon i Janet Roach
- 1986: Globus d'Or a la millor actriu secundària per Anjelica Huston
- 1986: Globus d'Or al millor guió per Richard Condon i Janet Roach
- 1986: BAFTA a la millor actriu secundària per Anjelica Huston